# Rodrigo Facio Brenes
Rodrigo Facio Brenes (San José, Costa Rica, 26 de marzo de 1917 - Acajutla, El Salvador, 7 de junio de 1961) fue un abogado, docente, economista y político costarricense. Miembro fundador del Partido Liberación Nacional y rector de la Universidad de Costa Rica.

## Biografía
Nació en San José, Costa Rica, el 26 de marzo de 1917. Cursó la primaria en el Liceo de Costa Rica. Se graduó en estudios superiores de derecho y economía. Facio fue miembro del Centro para el Estudio de los Problemas Nacionales, grupo de pensamiento ideológico socialista democrático, militante del Partido Social Demócrata y posteriormente del Partido Liberación Nacional. En 1942, fundó con Gonzalo J. Facio, compañero de generación y sobrino suyo, la firma de abogados "Facio & Facio", que pasó el año siguiente a llamarse "Facio, Fournier & Cañas" y, años más tarde, y hasta la fecha, "Facio & Cañas".  Fue, además, diputado constitucionalista en la Asamblea Constituyente que redactó la Constitución de 1949. Facio promovió la reforma universitaria de 1957. Fue decano de la Escuela de Ciencias Económicas y Sociales y catedrático de esta y de la Escuela de Derecho, luego rector de la Universidad de Costa Rica. Ejerció el cargo de vicepresidente del Banco Central y luego laboró para el Banco Interamericano de Desarrollo

## Muerte
Murió en Acajutla, El Salvador, el 7 de junio de 1961 a los 44 años de edad tras ahogarse accidentalmente en mar en aguas salvadoreñas. Fue declarado benemérito de la patria por la Asamblea Legislativa y se bautizó el campus de la UCR en San José, en su honor.

## Cargos y honores
- Presidente de la Asociación Cultural de Estudiantes de Derecho
- Representante del alumnado de la Escuela de Derecho ante la Directiva del Colegio de Abogados
- Profesor de filosofía del Derecho y de Historia de las Doctrinas Económicas.
- Catedrático de la Escuela de Derecho de Costa Rica y de la Escuela de Ciencias Económicas y Sociales de la Universidad de Costa Rica
- Decano de la Escuela de Ciencias Económicas de la Universidad de Costa Rica
- Rector de la Universidad de Costa Rica
- Vicepresidente de la Directiva del Banco Central de Costa Rica
- Diputado constituyente
- Benemérito de la patria

## Publicaciones
- El Estudio sobre Economía Costarricense, 1942.
- Crédito y Banca, 1949
- Trayectoria y Crisis de la Federación Centroamericana.